# Crosbyarachne
Crosbyarachne is een geslacht van spinnen uit de familie hangmatspinnen (Linyphiidae).

## Soorten
De volgende soorten zijn bij het geslacht ingedeeld:
- Crosbyarachne bukovskyi Charitonov, 1937
- Crosbyarachne silvestris (Georgescu, 1973)